# BR 218
Тепловоз серии 218  — немецкий четырёхосный тепловоз типа 2о+2о с гидропередачей, эксплуатируется Deutsche Bahn (DB). В течение долгого времени был наиболее массовым тепловозом на железных дорогах ФРГ. Эти машины можно встретить и в наше время на многих неэлектрифицированных линиях Германии, они используются и в грузовом, и в пассажирском движении.

## История создания
Серия 218 — последний тепловоз семейства V-160 с гидропередачей, сочетает наиболее удачные особенности и решения серий от V-160 до V-169 (по современной классификации — серии 215 по 219).
В 1966 году железные дороги ФРГ (Deutsche Bundesbahn) заказали 12 пробных тепловозов, для которых предусмотрели серию V-164. В 1968 году Krupp разработала и построила эти тепловозы, которые пошли в серию как 218. С 1971 по 1979 год заводами Henschel, Krauss-Maffei и MaK их было сделано 398. Позже к серии Baureihe 218 добавился тепловоз серии 215 №112, переделанный после аварии в 218, он получил номер 399. Поставка тепловозов проходила в четыре этапа. Первыми поступили тепловозы с серийными номерами 101-170, вторыми — 171-298, третья партия - тепловозы под номерами 299-398, четвертая — 400-499.
Тепловозы 218 оснащались дизелями от 2500 до 2800 л. с., разгонялись до 140 км/ч, и использовались и в пассажирском, и в грузовом движении. За годы эксплуатации тепловозы 218 зарекомендовали себя как наиболее надежные, вплоть до 2000 года эти тепловозы были наиболее востребованными на дорогах ФРГ. Однако, в связи с постепенным обновлением парка локомотивов к январю 2008 года в эксплуатации остались 220 тепловозов серии 218.

## Модификации

### Серия 218.9
В 1970 в эксплуатацию поступили восемь тепловозов серии 210, во многом идентичных 218, но разгонявшихся до 160 км/ч за счет дополнительных газовых турбин, работавших параллельно с дизелями. После того, как 31.12.1978 года у тепловоза 210 №008 произошло возгорание в машинном отделении, после двухлетней экспертизы турбины были демонтированы со всех восьми машин. В период с 1980 по 1981 год эти тепловозы были переделаны в 218.
В 1981 году эти восемь тепловозов были приписаны к депо Кемптен под номерами с 901 по 908. В 1983 году они переданы в депо Брауншвайга, а позже, в 2001 году — в депо Штендаля. С 2004 по 2006 год все тепловозы этой модификации сняты с эксплуатации и разделаны в металлолом.